# Varik

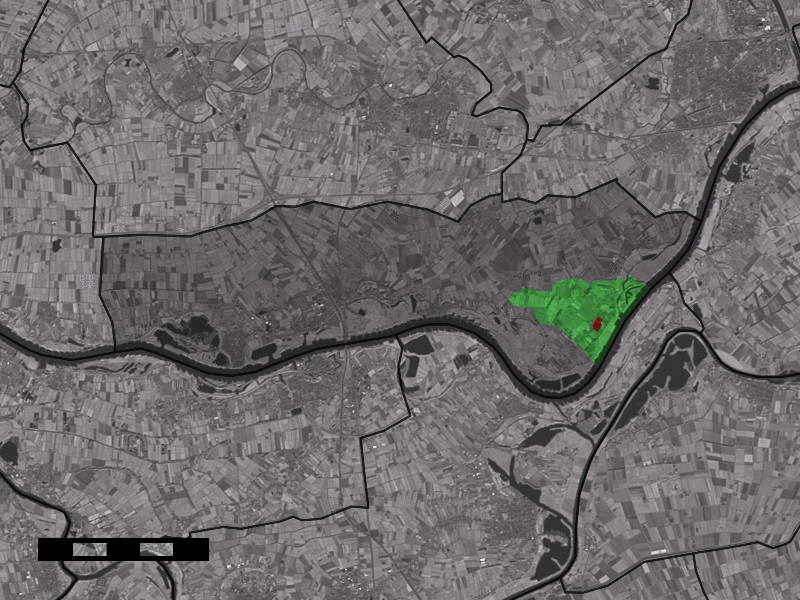
Varik in Neerijnen

Varik is een dorp in de Betuwse gemeente West Betuwe in de Nederlandse provincie Gelderland en is gelegen aan de Waalbandijk. Het dorp heeft 1.090 inwoners (per 1 januari 2023, bron: CBS)
Op 1 januari 1812 werd Ophemert bij de gemeente Varik gevoegd, om daar op 1 januari 1818 alweer van te worden losgemaakt. Op 1 januari 1978 vond een gemeentelijke herindeling plaats, waarbij Varik samen met de gemeentes Est en Opijnen, Ophemert, Haaften en Waardenburg de nieuwe gemeente Neerijnen vormden. Op 1 januari 2019 gingen de gemeenten Geldermalsen, Neerijnen en Lingewaal samen in de gemeente West Betuwe.
Varik heeft een 15e-eeuwse kerktoren. Deze "Dikke Toren" is het enige restant van de middeleeuwse dorpskerk. In het dorp staat de korenmolen De Bol. Tot 1963 stond in het dorp een Betuwse boerderij. Na de sloop is het gebouw overgebracht naar het Nederlands Openluchtmuseum in Arnhem.
Vanaf Varik kan Heerewaarden op de zuidoever van de Waal met een fiets-en-voetveer worden bereikt.

## Geschiedenis
Varik komt voor het eerst voor in een oorkonde die te dateren is tussen 968 en 971. Keizer Otto I schonk daarin aan een zekere graaf Widergeld een curtis (hof) in eigendom, met de naam Feldrike. Met een dergelijke schenking van goederen beloonde de keizer zijn getrouwen. Het rijks- of koningsgoed is weergegeven op een tiendkaart van Varik uit 1714, die aanwezig is in het Utrechts archief. De geschonken curtis of hof lijkt een complex van goederen te zijn geweest, volgens de tekst van de oorkonde bestaande uit kerken, hoeven, gebouwen, horigen, bebouwd en onbebouwd land, akkers, velden, weiden, bossen, wateren, waterlopen, visserijen, molens. Er is sprake van ‘kerken’. Of Varik toen al twee kerken had, is niet duidelijk. Wel duidelijk is dat graaf Widergeld als graaf de kerkheer was.
Vervolgens treffen we het dorp aan in een akte van 27 oktober 997, toen keizer Otto III aan een op de Luisberg bij Aken te stichten klooster onder meer Varik schonk (en daarnaast ook Lede, Ommeren, Deest en Maurik). Varik komt dan voor onder de naam Veldricke. De goederen in de Betuwe waren aan de keizer geschonken door een zekere Vrouwe Alda. Oorspronkelijk was het de bedoeling dat er een benedictijner klooster te Aken zou worden gesticht, maar dit klooster kwam er niet. Wel werd het St. Adalbertstift er gesticht.
Vanaf 1020 blijken er kanunniken uit Aken in Varik geweest te zijn.
In 1198 blijkt deze betrekking met Aken nog te bestaan, toen tussen proost en kanunniken van het St. Adalbertstift een overeenkomst werd gesloten betreffende inkomsten der goederen te Varik, dat dan wordt geschreven als ‘Waldrich”. De kanunniken kregen het bestuur van de goederen in onder meer Varik overgedragen. In deze overeenkomst werden onder meer financiële regelingen getroffen voor de gevolgen van overstromingen.
In een oorkonde uit 1217, waarin een schenking van goederen door Johannes van Heusden aan het St. Adalbertstift geregeld wordt, is sprake van een ‘schout’. Dit kan een schout in dienst van de proost van Aken zijn of iemand die een functie in het hofbestel inneemt. We kunnen hier echter ook te maken hebben met de schout die namens de graaf van Gelre optreedt.
Vanaf de 12e-13 eeuw neemt de invloed van het Akense stift af. De abdijen en kloosters gaan over tot het van de hand doen van de ver weg gelegen bezittingen. De invloed van Utrecht neemt in dezelfde periode belangrijk toe.
De proost van Tiel blijkt in een oorkonde van 1250 in het bezit te zijn van het recht van ‘begeving van het altaar’ van de kerk van Heesselt – Varik.  Deze had een invloedrijke positie. De kanunniken van St. Marie, die later het tiendrecht te Varik blijken te bezitten, zullen de proost van Tiel in zijn rechten zijn opgevolgd.

### Heerlijkheid
Varik was een lage of dagelijkse heerlijkheid. Alleen de lagere rechtspraak mocht er worden uitgeoefend. De dragers van deze lage rechtspraak noemden zich dagelijkse richter of dagelijkse heren. De heren genoten inkomsten uit de boeten en hielden toezicht op het beheer van straten en wegen, dijken en waterlopen. In Varik was ook het veer op Heerewaarden in handen van de heer. De inkomsten uit de boeten kwamen in latere tijden aan de schout. De heerlijkheid was lange tijd in het bezit van het geslacht Van Varick. In 1276 zien we Alardus, Judex de Valdericke vermeld. In 1343 was Ridder Steeske van Vanderick heer van Varik. In 1357 komt Goossen ‘zich noemende heer van ’t laag gericht van Varick’ voor bij een overeenkomst met het kapittel over het onderhoud van de kerk. Deze Goossen of Goeswinus komt ook in het Chronicon Tilense voor, in 1366 en 1372. Hendrick van Varik is heer in 1394. Zijn dochter bracht de heerlijkheid aan haar echtgenoot, heer Walraven van Haaften. De heerlijkheid is later ook in handen geweest van de geslachten Aeswijn, Van Dorth, Van Stepraedt en Van den Steenhuys. In 1590 kwam de heerlijkheid door huwelijk van de familie van Dorth aan de familie Van Stepraedt. Frans Van Dorth kocht de heerlijkheid in 1670 van deze familie terug. Hij woonde op het huis de Hondswinkel. Deze van Dorth speelde een rol bij de oprichting van de statie Varik.

### Hervorming
De kerk van Varik komt in de geschreven bronnen voor het eerst voor in 1250 en was toen nog een bijkerk van de kerk van Heesselt. De kerk behoorde aan het kapittel van de St. Mariakerk te Utrecht. In de oorkonde worden benoemingsrecht van de pastoor en beschikking over de inkomsten van tienden geregeld.
Met het kapittel werd in 1357 een overeenkomst gesloten over het onderhoud van de kerk.
De hervorming in de Tielerwaard is niet snel verlopen. De invloed van de katholieke landadel in de Tielerwaard was groot, waardoor er in dit gebied in 1577 een bijzondere regeling werd getroffen, die inhield dat openbare godsdienstoefeningen, zowel katholieke als gereformeerde, tot nader orde werden opgeschort. Deze regeling kan de reden zijn geweest, dat de meeste dorpen van de Tielerwaard lang op een predikant hebben moeten wachten. In 1607 trof het Hof van Gelre een voorziening: er werd aan predikanten opdracht gegeven om in de leegstaande dorpen van de Tieler- en Bommelerwaard te gaan preken. Daarna krijgen de dorpen of combinaties van dorpen geleidelijk aan een predikant. Varik werd gecombineerd met Ophemert. In 1660 werden deze twee gemeenten gescheiden. De eerste predikant van de zelfstandige gemeente Varik was Henricus van Galen.
De vijftiende-eeuwse Dikke Toren is nu het restant van de middeleeuwse dorpskerk.
Ooit vormden kerk en toren met de school het hart van het dorp. De oudste fase van de huidige toren is van rond 1300 en de middeleeuwse kerk is waarschijnlijk in de vijftiende of zestiende eeuw gekortwiekt of vervangen door een kleiner schip voor noodzakelijke dijkverlegging.
In 1880 werd een nieuwe kerk gebouwd verderop aan de Kerkstraat wegens te grote bouwvalligheid van de oude kerk bij de toren. Bij de restauratie van 'De Dikke' in 1997 is ook het kerkhofje opgeknapt. In het toeristenseizoen is de toren te bezichtigen.

### De Katholieke gemeenschap
De net benoemde pastoor Bockenberg werd in 1585 door de hervormingsgezinde Dirk Vijgh gearresteerd. Hij werd spoedig weer vrijgelaten, maar week uit naar Gouda. In de hele Tielerwaard was rond 1590 vermoedelijk niet één pastoor meer. Het kerkgebouw van de voormalige parochie ging na de reformatie over in gereformeerde handen, wanneer dat is gebeurd, is niet bekend. Tot halverwege de zeventiende eeuw is er geen sprake van een geregelde zielzorg voor de katholieken. Men was afhankelijk van door priesters van elders georganiseerde clandestiene godsdienstoefeningen. Daarnaast waren er rondtrekkende Jezuïeten. Inwoners moesten verder reizen voor dopen en huwelijken. Tussen 1630 en 1688 werd de katholieke zielzorg in de Tielerwaard verzorgd door Dominicanen, de Jezuïeten en de minderbroeders. Vooral de Jezuïeten waren in de Tielerwaard de belangrijkste ambulante missionarissen. In 1657 wordt Varik genoemd als een van de twee plaatsen waar katholieken samenkomen. Dit gebeurde in huizen van particulieren. Tot 1688 gingen katholieken verder naar de parochies Tiel en Alem in de Bommelerwaard.  
In 1688 weet de heer van Varik, Fans van Dorth, toestemming te verkrijgen voor de oprichting van de statie Varik, waar Daniel Meynaerts priester werd. De inwoners hoefden vanaf toen niet meer over de slechte wegen helemaal naar Tiel. De katholieke gemeenschap kwam samen in een aan het huis De Hondswinkel aangebouwd onderkomen.
Varik werd het centrum van de katholieke zielzorg voor een uitgestrekt gebied. Er werden inwoners van vele plaatsen gedoopt: Neerijnen, Ophemert, Opijnen, Est, Varik, Zennewijnen, Heesselt, Waardenburg, Wadenoijen, Tuil, Buren, Hellouw, Haaften, Geldermalsen en Meteren.
In het begin van de achttiende eeuw was De Hondswinkel niet meer beschikbaar en moest de katholieke gemeenschap het met een schamel onderkomen doen, die als een veestal werd beschreven.  In 1732 kon na een geldinzameling een vervallen huisje worden gekocht voor de statie. Op dit terrein werd een kerk met pastorie gebouwd. Van 1736-1737 was de statie anderhalf jaar zonder pastoor en moesten de katholieken weer tijdelijk naar Hurwenen en Rossum.
De komst van de godsdienstvrijheid na de Bataafse omwenteling betekende voor een aantal dorpen dat het oude gebouw terug werd gegeven aan de katholieken. Voor Varik was dit niet het geval. Hierover ontstond december 1795 een groot conflict, toen H. Schul van de Fransgezinde dorpsregering, het Protestantse gebouw probeerde in te nemen. Tegen Willem Vermijne en Dirkje Bussing (de grootmoeder van de kunstschilder Jan Hendrik van Grootvelt) werd een rechtszaak gestart. Dirkje Bussing had stenen tegen de kerk gegooid en uitgeroepen "Mij kan nog de Prins, nog de patriotten iets schelen. Ik ben voor de kerk en de gereformeerden hoort se te hebben en niet de paapen". Hoewel tegen Willem Vermijne in eerste instantie de doodstraf werd geëist en tegen Dirkje Bussing geseling, brandmerken en opsluiting in het tuchthuis voor 10 jaar, werden beide na een jaar gevangenschap vrijgelaten.
In 1853 werd de kerkelijke hiërarchie in Nederland hersteld en als gevolg hiervan werd de statie Varik verheven tot de parochie van de Heiligen Petrus en Paulus.
Het huidige kerkgebouw is in gebruik genomen in 1879. De architect was Alfred Tepe.

### Huis Varik
Het Huis te Varik was onderscheiden van de heerlijkheid. Vermoedelijk is het Huis te Varik rond 1750 in verval geraakt en rond 1800 afgebroken. Bij opgravingen zijn de slotgracht en muurresten gevonden van het slot. Op de kaart van 1825 staat het slot niet meer vermeld. Daarna is het terrein blijkbaar weer verkaveld, want er zijn nieuwe sloten getrokken.
Naast dit Huis te Varik zijn er nog drie 'huizen' bekend in Varik: Huis Boschstein (langs de Keizerstraat ter hoogte van de Kerkstraat), Huis Hondswinkel (vermoedelijk waar nu de panden aan de Walgtsestraat 2 en Weiweg 10a en 14 staan) en Huis Wyenrade (op de hoek Grotestraat en de Keizerstraat).

### Gemeente
Van 1811 tot 1977 vormde Varik een eigen gemeente, waartoe vanaf 1812 ook Heesselt behoorde.  In 1978 werd Varik onderdeel van de gemeente Neerijnen.

## Openbaar vervoer
Vanuit Varik zijn per bus Station Tiel, Station Tiel Passewaaij en Station Zaltbommel bereikbaar.

## Sport en recreatie
Deze twee sportverenigingen liggen tussen Varik en Heesselt in.
- Voetbalvereniging DSS '14
- Tennisvereniging T.C. Varik-Heesselt

Varik heeft een Buurthuis Toevershof

## Scholen
- Openbare basisschool Burgemeester Westerbeek van Eertenschool

## Geboren
- Jan Hendrik van Grootvelt (1808-1855), kunstschilder en tekenaar

## Bezienswaardigheden

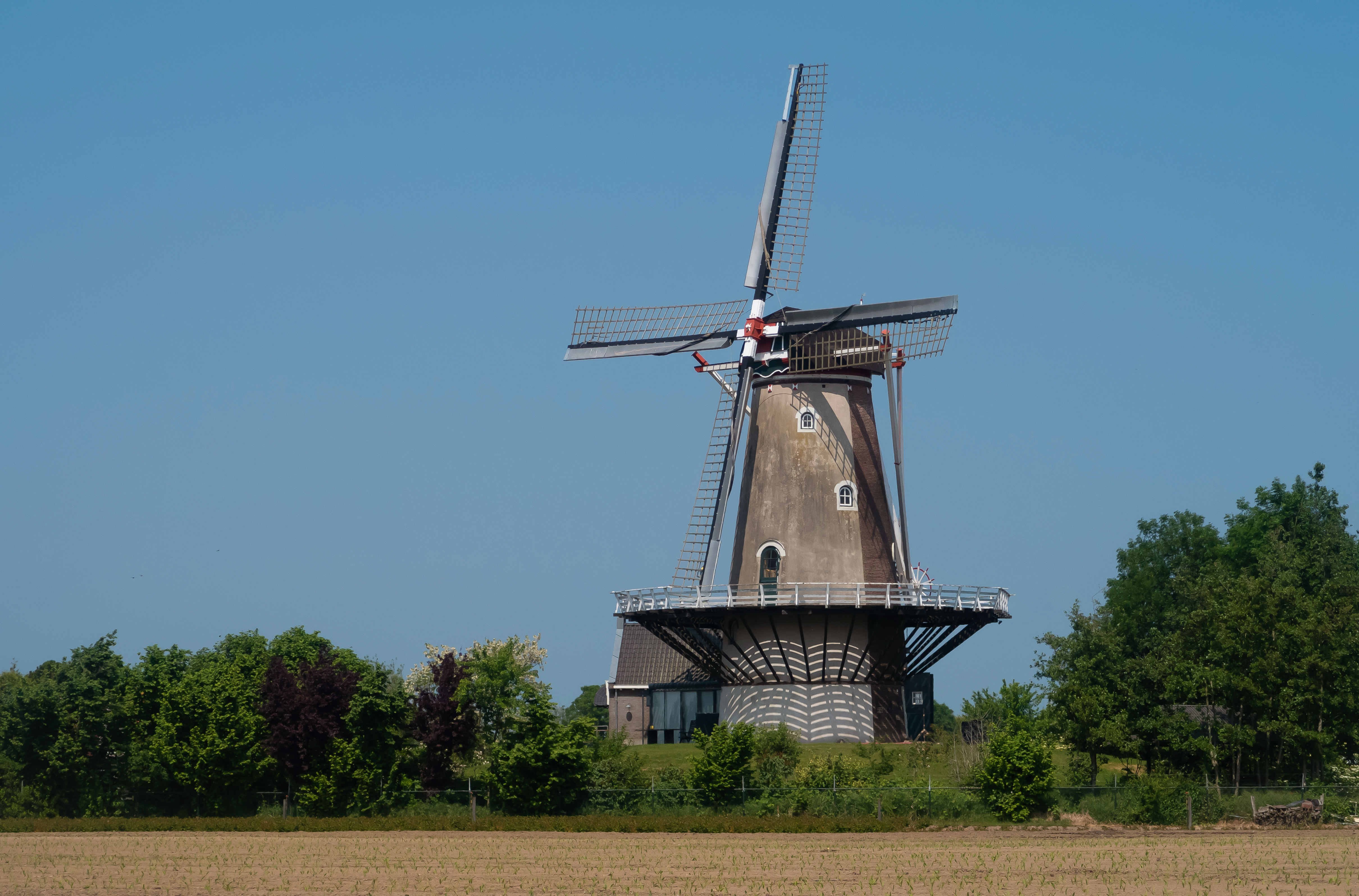
Varik, korenmolen de Bol

- Het Veerhuis
- Stokerij Lubberhuizen & Co

## Evenementen
Het dorp heeft een eigen corsovereniging waarmee het deelneemt aan het jaarlijkse Fruitcorso in Tiel. Varik won de editie van 2019 met de wagen 'Pero'.